# Trichophoroides pilicornis
Trichophoroides pilicornis är en skalbaggsart som först beskrevs av Fuchs 1961.  Trichophoroides pilicornis ingår i släktet Trichophoroides och familjen långhorningar.
Artens utbredningsområde är Honduras. Inga underarter finns listade i Catalogue of Life.